# Bokermannohyla langei
A Bokermannohyla langei a kétéltűek (Amphibia) osztályának békák (Anura) rendjébe és a levelibéka-félék (Hylidae) családjába tartozó faj. A faj korábban a Hyla nemzetségbe tartozott, egy nemrégen történt felülvizsgálat eredményeképpen került át a Bokermannohyla nembe.

## Előfordulása
A faj Brazília endemikus faja, eddig csak Paraná államban figyelték meg. Természetes élőhelye a szubtrópusi vagy trópusi nedves síkvidéki erdők, folyók, édesvizű mocsarak és időszakos édesvizű mocsarak. 

## Természetvédelem
Ismert elterjedési területe egybeesik a Parque Estadual Pico do Marumbi nemzeti parkkal.